# Йозеф Райнбергер
Йозеф Райнбергер (на немски: Josef Rheinberger) (17 март 1839 – 25 ноември 1901) е немски композитор и органист, по произход от Лихтенщайн.

## Биография
Завършва Мюнхенската консерватория и става професор по пиано и композиция. По-късно е отличен с докторска степен по философия от Лудвиг Максимилиан университет. Негови ученици са Вилхелм Фуртвенглер, Енгелберт Хъмпърдинг, Джордж Чадуик, Ермано Волф-Ферари и др. Композира много религиозна музика, опери, симфонии, концерти и др. Известни са неговите органови сонати.